# Chiara Barchiesi
Chiara Natalia Barchiesi Chávez (Viña del Mar, 22 de diciembre de 1996) es una ingeniera agrónoma, política y activista provida chilena, militante del Partido Republicano. Desde marzo de 2022 ejerce como diputada de la República en representación del distrito n° 6 de la Región de Valparaíso, por el período legislativo 2022-2026.

## Biografía

### Familia y estudios
Nacida en Viña del Mar, es oriunda de Villa Alemana, al interior de la Región de Valparaíso, es hija de Verónica Chávez Peirano y de Antonio Barchiesi Ferrari, chileno descendiente de inmigrantes italianos, quien fuera concejal por la Unión Demócrata Independiente (UDI) de la comuna de Villa Alemana (durante tres períodos consecutivos, entre 2008-2020) y fundador del Partido Republicano. Fue criada en el seno de un núcleo familiar católico de cinco hermanos, entre ellos, Antonio Barchiesi, exsecretario general del Partido Republicano y exjefe de campaña del senador Kenneth Pugh; y de Angelo Barchiesi, excandidato a alcalde de la Municipalidad de Villa Alemana en las elecciones municipales de 2021.
Realizó sus estudios secundarios secundarios en el Colegio Champagnat de los Hermanos Maristas de Villa Alemana. Posteriormente, se trasladó a Santiago para cursar sus estudios superiores en la carrera de ingeniería agrónoma en la Pontificia Universidad Católica (PUC), donde también cursó un magíster en fisiología y producción vegetal entre 2019 y 2020. Durante su época universitaria formó parte del Movimiento Gremial UC, siendo candidata a la FEUC en el año 2018 y perdiendo en segunda vuelta frente a la lista de la Nueva Acción Universitaria, de centroizquierda. Además, se desempeñó como Ayudante Académica en las asignaturas "Ética Agrícola y Forestal" (2016-2017) y "Doctrina Social de la Iglesia" (2019).
En 2020, realizó una estancia de investigación en la Universidad de Bolonia, en Italia, para la elaboración de sus tesis de magíster sobre los compuestos orgánicos volátiles producidos por la salvia (Salvia officinalis) en la vid (Vitis vinifera) trebbiano romagnolo.

### Matrimonio
Está casada con el abogado Felipe Cabrera, con quién contrajo matrimonio en febrero de 2024, siendo criticada por celebrar el matrimonio y posterior fiesta en Viña del Mar durante los incendios forestales que afectaron a la ciudad.

### Activismo social
En su faceta de activismo, se ha expresado cercana al conservadurismo social, participando activamente en manifestaciones en contra al aborto libre y se ha mostrado a favor de consagrar el derecho al que «está por nacer» a nivel constitucional; además de la objeción de conciencia para todos los profesionales de la salud que deben realizar abortos legalizados en las tres causales, como también en la libertad de enseñanza y el «derecho preferente» de los padres en la educación sexual de sus hijos.

### Carrera política
En junio de 2019, fue una de las fundadoras del Partido Republicano. En su primera incursión a un cargo de elección popular, postuló como candidata del partido por el distrito n° 6 (correspondiente a las comunas de Los Andes, Cabildo, Calera, Calle Larga, Zapallar, Catemu, Petorca, Quilpué, Nogales, Hijuelas, La Cruz, La Ligua, Limache, Llallay, Olmué, Panquehue, Papudo, Puchuncaví, Putaendo, Quillota, Quintero, Rinconada, San Esteban, San Felipe, Santa María y Villa Alemana) de la Región de Valparaíso, en la lista «Vamos por Chile»  a las elecciones de convencionales constituyentes de 2021, no resultando electa. Ese mismo año, postuló como diputada por el Frente Social Cristiano para el mismo distrito en las elecciones parlamentarias, siendo electa —con 24 años— como la diputada más joven para el periodo legislativo 2022-2026. En marzo de 2022 y al asumir sus funciones como diputada, fue elegida como subjefa de la «Bancada Republicana» del Congreso Nacional. Asimismo, integra las comisiones permanentes de Recursos Hídricos y Desertificación; y Mujeres y Equidad de Género.
En su labor como diputada, ha sido sindicada como una de las congresistas con mayor gasto por concepto de traslado, pese a que su Distrito se encuentra en la misma región donde está el Congreso, además de asistir sólo a 8 de las 14 sesiones del mes de mayo, donde gastó 1 634 903 pesos chilenos.
Además generó polémica, luego de la contratación como administrativo a Sebastián Zamora Soto, excarabinero quien fue imputado y luego absuelto por el delito de homicidio frustrado en contra de un adolescente,acusado de haberlo lanzado desde el Puente Pío Nono de Santiago, durante una manifestación en el contexto del estallido social en 2020, generando fracturas en su cuerpo. Barchesi declaró sentirse orgullosa de contar con Zamora en su equipo.
Durante la sesión de la Cámara de Diputados del 23 de julio de 2024, se captó en video a Barchesi junto a Cristóbal Urruticoechea viendo el trailer de la película Joker: Folie à Deux durante la discusión del proyecto de ley que agrava sanciones ante crímenes contra la vida de las personas. Tras lo acontecido, se anunció que serán llevados a la Comisión de Ëtica de la Cámara.

## Historial electoral

### Elecciones de convencionales constituyentes de 2021
- Elecciones de convencionales constituyentes de 2021, para convencional constituyente por el Distrito N° 6 (Cabildo, Calle Larga, Catemu, Hijuelas, La Calera, La Cruz, La Ligua, Limache, Llay Llay, Los Andes, Nogales, Olmué, Panquehue, Papudo, Petorca, Puchuncaví, Putaendo, Quillota, Quilpué, Quintero, Rinconada, San Esteban, San Felipe, Santa María, Villa Alemana y Zapallar).[13]

| Candidato                   | Pacto                          | Partido | Votos  | %    | Resultado    |
| --------------------------- | ------------------------------ | ------- | ------ | ---- | ------------ |
| Carolina Vilches Fuenzalida | Apruebo Dignidad               | ILYQ    | 19 071 | 5.81 | Convencional |
| Benjamín Lorca Inzunza      | Independiente (Fuera de pacto) | Ind.    | 14 833 | 4.52 |              |
| Mariela Serey Jiménez       | Apruebo Dignidad               | ILYQ    | 11 829 | 3.60 | Convencional |
| Lisette Vergara Riquelme    | La Lista del Pueblo            | ILS     | 11 370 | 3.46 | Convencional |
| Ruggero Cozzi Elzo          | Vamos por Chile                | RN      | 10 802 | 3.29 | Convencional |
| Chiara Barchiesi Chávez     | Vamos por Chile                | PRCh    | 10 256 | 3.12 |              |
| Daniel Garrido Quintanilla  | Apruebo Dignidad               | PCCh    | 9076   | 2.76 |              |
| Janis Meneses Palma         | Mov. Soc. Independientes.      | ILYK    | 8705   | 2.65 | Convencional |
| Daniela Albornoz Derderian  | Mov. Soc. Independientes.      | ILYK    | 8287   | 2.52 |              |
| Claudio Gómez Castro        | Lista del Apruebo              | ILYB    | 8717   | 2.49 | Convencional |
| Carlos Ominami Pascual      | Lista del Apruebo              | ILYB    | 7613   | 2.32 |              |
| Jorge Correa Sutil          | Lista del Apruebo              | PDC     | 6840   | 2.08 |              |
| Cristóbal Andrade León      | La Lista del Pueblo            | ILS     | 6773   | 2.06 | Convencional |

### Elecciones parlamentarias de 2021
- Elecciones parlamentarias de 2021, candidata a diputada por el Distrito N°6 (Cabildo, Calle Larga, Catemu, Hijuelas, La Calera, La Cruz, La Ligua, Limache, Llay Llay, Los Andes, Nogales, Olmué, Panquehue, Papudo, Petorca, Puchuncaví, Putaendo, Quillota, Quilpué, Quintero, Rinconada, San Esteban, San Felipe, Santa María, Villa Alemana y Zapallar).

| Candidato                    | Pacto                   | Partido | Votos  | %    | Resultado |
| ---------------------------- | ----------------------- | ------- | ------ | ---- | --------- |
| Diego Ibáñez Cotroneo        | Apruebo Dignidad        | CS      | 34 425 | 9.69 | Diputado  |
| Carolina Marzán Pinto        | Nuevo Pacto Social      | PPD     | 33 613 | 9.46 | Diputada  |
| Andrés Longton Herrera       | Chile Podemos Más       | RN      | 29 169 | 8.21 | Diputado  |
| Nelson Venegas Salazar       | Nuevo Pacto Social      | PS      | 25 452 | 7.16 | Diputado  |
| Chiara Barchiesi Chávez      | Frente Social Cristiano | PRCh    | 24 614 | 6.93 | Diputada  |
| Camila Flores Oporto         | Chile Podemos Más       | RN      | 16 480 | 4.64 | Diputada  |
| Luis Pardo Sáinz             | Chile Podemos Más       | RN      | 15 552 | 4.38 |           |
| Gaspar Rivas Sánchez         | Partido de la Gente     | PDG     | 14 851 | 4.18 | Diputado  |
| Sofía González Cortés        | Apruebo Dignidad        | PCCh    | 12 320 | 3.47 |           |
| Daniel Verdessi Belemmi      | Nuevo Pacto Social      | PDC     | 10 673 | 3.00 |           |
| Lorena Donaire Cataldo       | Apruebo Dignidad        | RD      | 10 058 | 2.83 |           |
| María Francisca Bello Campos | Apruebo Dignidad        | CS      | 8741   | 2.46 | Diputada  |